# Хрестовоздвиженська церква (Дніпро)
Хрестовоздвиженська (Архієрейська) церква ― зруйнований колишній православний храм міста Катеринослава.
Лежала вона неподалік готелю «Світанок», на місці міської електропідстанції № 5.

## Історія
Раніше вулиця Дмитра Донцова називалася Архієрейською. Поруч, на великій ділянці, де зараз сучасні вулиці, такі як Мусліма Магомаєва, Івана Акінфієва, пров. Феодосія Макаревського — був пустир. На цій ділянці, неподалік Потьомкінського палацу, під апартаменти архієрея в Катеринославі було виділено дерев'яний губернаторський будинок. У 1856 році для архієрея на тому ж місці замість старого дерев'яного будинку було споруджено кам'яний. У покоях владики була оснащена будинкова Хрестовоздвиженська церква. А в 1901 році на Архієрейській площі почалося спорудження нової церкви, яка мала змінити стару.
Освячена 1903 року церква, типовий зразок «неовізантійського» стилю, одразу стала одним із найбагатших храмів міста. Головною її окрасою був рідкісний для Катеринослава мармуровий іконостас із оздобленням та іконами, виконаними на зразки іконостаса Васнецова в Кирилівській церкві Києва.
Для розписів стін також використовували Васнецовські зразки, але з Володимирського собору. Під час Служби використовувалося багате начиння архієрейської ризниці. Дзвони підбирали на храмах єпархії. Серед них було кілька давніх і навіть один Запорізький, подарований кошовим отаманом Павлом Івановичем Козелецьким Нехворощанському Заорільському монастирю.

## За радянських часів
Із утвердженням радянської влади, насамперед, постраждала архієрейська ризниця. Вилучали на вагу «вироби з дорогоцінних металів» і цінне каміння на допомогу голодуючим. І нікому не було справи до художньої цінності чи історії «виробів». Спроба архієпископа Агапіта врятувати частину начиння, закопавши її серед вікових тополь Архієрейського саду, закінчилася погано. Навіть серед ченців «найменшого на Півдні Миколаївського монастиря» знайшлася «добра» людина, яка повідомила відповідні органи про це. А ті з великою помпою викопали скарб із п'ятисот каратів діамантів та кількох пудів срібла. Сад, значно вирубаний на дрова під час громадянської війни, зник без сліду, ніби й не існував ніколи.
Слідом за начиннями дійшла черга до дзвонів. Згодом конфіскували і Архієрейський будинок. І, нарешті, 1932 року закрили й Архієрейську Хрестовоздвиженську церкву. У колишньому храмі розмістився клуб 24-го артдивізіону НКВС 54-го залізничного полку, незабаром замінений зенітно-артилерійським полком ППО. 1941 року, коли біля церкви розмістилася зенітна батарея, яка прикривала Мерефо-Херсонський міст, церкві значно перепало від німецьких бомбардувальників.
У 1968 році, коли почалася реставрація Преображенського собору, неподалік від нього тихо зносили колись найбагатшу церкву міста Катеринослава — Архієрейську Хрестовоздвиженську.

## Наші дні
На сьогодні від колишнього Архієрейського подвір'я вцілів лише збудований на початку XX століття єпархіальним архітектором Григорієм Турівцем монастирський готель (пров. Феодосія Макаревського, 1-Б) та трохи давніший будинок пастирської школи.